# Expédition Particulière
Expédition Particulière je naziv za francoski vojaški kontingent, ki je bil poslal v Severno Ameriko, da bi pomagal Američanom v boju proti Britancem v ameriški osamosvojitveni vojni.

## Zgodovina
Sveta kralja Ludvika XVI. je 2. februarja 1780 odobril ustanovitev kontingenta. 10. julija 1780 je prispel v Newport (Rhode Island). Kopenski del kontingenta se je pridružil Washingtonu, medtem ko je pomorski del deloval samostojno.
Leta 1781 so v ZDA prispele še nekatere druge francoske enote.

## Organizacija
1780
- 85ème Régiment de Saintonge
- Régiment de Royal Deux-Ponts
- Régiment de Bourbonnais
- Régiment de Soissonnais
- Legion de Lauzun
- Régiment d'artillerie d'Auxonne

## Poveljstvo
- Vrhovni poveljnik: Jean-Baptiste Donatien de Vimeur, comte de Rochambeau

- Poveljnik kopenskih sil: Jean-Baptiste Donatien de Vimeur, comte de Rochambeau
- Poveljnik pomorskih sil: François Joseph Paul de Grasse